# Rt Ventė
Rt Ventė  (litvanski: Ventės ragas; ponekad ga se naziva i poluotokom) je izbočina kopna u delti Njemena. 
Nalazi se u rajonu  Šilutė u Litvi.
Poznat je kao odmorišna točka brojnim pticama za vrijeme njihove selidbe, posebice za jesenje. 
Jedna od prvih postaja za promatranje ptica u Europi koja i dan-danas radi se nalazi ovdje. Otvorio ju je poznati litvanski zoolog Tadas Ivanauskas 1929.

## Vanjske poveznice
|  | Zajednički poslužitelj ima još gradiva o temi Rt Ventė |